# Golovec

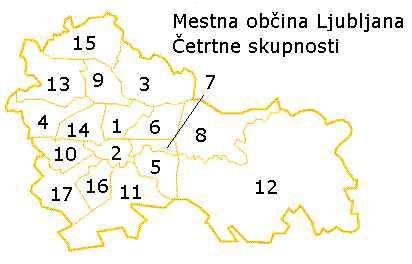
Golovec na mapie zaznaczony jest numerem 5

Golovec jest dystryktem Aglomeracji Lublany, stolicy Słowenii. Zajmuje powierzchnię 827 ha. Liczba mieszkańców wynosi 12 199 (2020). Na terenie Golovec znajduje się wzgórze o takiej samej nazwie. W Golovec znajduje się boisko sportowe przeznaczone do rugby i baseballu.